# Nitokris I
Nitokris I  var en prinsessa och prästinna under Egyptens tjugofemte dynasti.  Hon var Amons översteprästinna i Thebe, med titeln Guds Maka till Amon och Gudomlig Avguderska till Amon, cirka 655–585 f.Kr.  Hon efterträdde Shepenupet II, och efterträddes av Ankhnesneferibre. 
Hon var dotter till farao Psamtik I och Mehytenweskhet. Hennes far avsatte Egyptens 25:e dynasti och besteg tronen 656 f.Kr., och grundade den 26:e dynastin. Den då regerande prästinnan i Tebe, Shepenupet II, tillhörde den förra dynastin. Den nya faraon vågade inte avsätta prästinnan, men tvingade henne att adoptera hans dotter Nitokris till sin efterträdare. Nitokris efterträdde slutligen Shepenupet II 655. Hon adopterade sin brorsondotter Ankhnesneferibre som sin efterträdare. 